# Jacques-Christophe Valmont de Bomare
Jacques-Christophe Valmont de Bomare (Rouen, 17 de setembro de 1731 — Paris, 24 de agosto de 1807) foi um naturalista francês.

## Publicações
- Catalogue d’un cabinet d’histoire naturelle, Paris, 1758,
- Extrait nomenclateur du système complet de minéralogie, Paris, 1759,
- Nouvelle exposition du règne animal, Paris, 1761-1762,
- Dictionnaire raisonné d’histoire naturelle, Paris : Didot le Jeune, 1764 et 1765, 5 [ou 6] vol. in-8° ; Paris : Lacombe, 1767-1768 et 1768, 6 vol. in-8° ou 4 vol. in-4° ; 2×10{{{1}}} éd., Yverdon, 1768-1770 ; 3×10{{{1}}} éd., Paris : Brunet, et Lyon : J.-M. Bruysset père et fils, 1775-1776, 9 vol. in-8° ou 6 vol. in-4° ; 4×10{{{1}}} éd., Lyon : chez Bruysset frères, 1791, 14 [ou 15] vol. in-8°, XXXII-9120 p. (ou 8 vol. in-4°) ; 5×10{{{1}}} éd., Lyon : Bruysset aîné et Cie, 1800, 15 vol. in-8°